# Budziejewko
Budziejewko – wieś w Polsce położona w województwie wielkopolskim, w powiecie wągrowieckim, w gminie Mieścisko.
W latach 1975–1998 miejscowość administracyjnie należała do województwa poznańskiego.
W miejscowości znajduje się kamień św. Wojciecha, drugi co do wielkości głaz narzutowy w Wielkopolsce, oraz kościół św. Wojciecha z 1858 roku.